# Pavel Sehnal
Pavel Sehnal (* 1. července 1964 Praha) je český miliardář, politik a od roku 2016 předseda politické strany Aliance pro budoucnost (do roku 2021 Občanská demokratická aliance). V letech 2018–2022 působil jako zastupitel městské části Praha 18.
Do jeho skupiny SPGroup patří sportovně – relaxační areál Aquapalace Praha.

## Životopis
Vystudoval střední průmyslovou školu strojnickou a poté České vysoké učení technické (ČVUT) v Praze. Po studiích působil v Tesle Praha jako konstruktér. Po roce 1989 se začal věnovat finančnictví, byl několik let předsedou představenstva Podnikatelské banky. Podílel se na vzniku zakladatelských listin Pražské burzy cenných papírů. V roce 1995 založil Českou podnikatelskou pojišťovnu, kterou později prodal Kooperativě.
K roku 2017 jeho skupina SPGroup vlastnila 56 firem (mj. Aquapalace Resort Praha a výstaviště v Letňanech). Časopis Forbes ho k roku 2021 řadil s majetkem 3,9 mld. Kč na 82. místo v žebříčku nejbohatších Čechů.
Od roku 2023 moderuje na A11 TV vlastní pořad Byznys na vrcholu.

### Politické působení
V roce 2016 vstoupil do české politiky. „Obnovil“ stranu Občanská demokratická aliance a stal se jejím předsedou. Je zastáncem prosazení eura a evropské integrace. Ve volbách do Poslanecké sněmovny PČR v roce 2017 kandidoval jako lídr ODA v Praze, ale neuspěl.
V komunálních volbách v roce 2018 do Zastupitelstva hlavního města Prahy byl lídrem kandidátky subjektu s názvem „Občanská demokratická aliance – Krásná Praha“ (tj. ODA a nezávislí kandidáti), a tudíž byl i kandidátem tohoto uskupení na post primátora Prahy. Uskupení se však do zastupitelstva nedostalo. Byl však zvolen zastupitelem městské části Praha 18, když vedl z pozice člena ODA kandidátku subjektu s názvem „Krásné Letňany“ (tj. ODA, nezávislí kandidáti a Hnutí pro Prahu). Získal rovněž post místostarosty městské části, o který přišel v srpnu 2020, když byl odvolán kvůli údajnému prosazování zájmů svých společností na její úkor.
V roce 2021 ODA změnila svůj název na Aliance pro budoucnost a Sehnal v říjnu téhož roku kandidoval jako lídr pražské kandidátky APB ve volbách do Poslanecké sněmovny PČR v roce 2021. Strana však získala jen 0,21 % hlasů, a do Sněmovny se tak nedostala.
V komunálních volbách v roce 2022 se mu mandát zastupitele městské části již obhájit nepodařilo. Zvolen nebyl ani do Zastupitelstva města.
Ve volbách do Senátu PČR v roce 2024 kandidoval za APB v obvodu č. 20 – Praha 4. Se ziskem 2,17 % hlasů skončil na 6. místě, a senátorem se tak nestal.

### Kontroverze
Před parlamentními volbami v roce 2017 ODA navázala spolupráci s kontroverzním youtuberem MikeJePan (původním jménem Mikael Oganesyan). Důvodem bylo podle jeho slov přilákání více mladých lidí do politiky.
Dne 1. března 2021 se nechal v Nemocnici na Bulovce očkovat proti nemoci covid-19, v tu dobu však byli očkováni pouze senioři nad 70 let a učitelé (Sehnalovi tehdy bylo 56 let). Ředitel nemocnice jej naočkovat nechtěl, nakonec však k naočkování došlo, protože si Sehnal nechal vystavit potvrzení, že je zdravotníkem (podle Seznam Zpráv uvedl ředitel nemocnice, že původně se Sehnal vydával za lékaře). Dle vlastních slov se nechal naočkovat, protože jej k tomu vyzvali kolegové z Bulovka Dental Clinic, kterou vlastní, a protože jako vlastník je ve styku se zdejším zdravotnickým personálem. Další kontroverzí je pronájem prostorů výstaviště v Letňanech za 26 milionů korun pro polní nemocnici, která nakonec nebyla během podzimu 2020 využita, a to z důvodu nedostatku zdravotnického personálu.
Před komunálními volbami v roce 2022 rozeslalo uskupení Krásné Letňany, jehož volebním lídrem byl právě Sehnal, napodobeninu místního radničního měsíčníku s téměř identickou titulní stranou. Na rozdíl od měsíčníku ale leták uskupení obsahoval převážně program uskupení a rozhovor se Sehnalem. Ve středočeských Čestlicích, kde kandidátku vedl hlavní manažer strany Jiří Bílek, došlo během posledních týdnů před volbami k náhlému nárůstu populace. Část z nově přistěhovaných obyvatel byla kandidáty právě APB v rámci subjektu pojmenovaném Čestlice pro budoucnost. Jiří Bílek byl do devítičlenného zastupitelstva obce zvolen.